# انجمن یهودی-انگلیسی
انجمن یهودی-انگلیسی(انگلیسی: Anglo-Jewish Association) یک سازمان یهودی است که در سال ۱۸۷۱ در انگلستان تأسیس شد. هدف آن پیشرفت یهودیان از بعد اجتماعی، اخلاقی و فکری ، و محافظت از یهودیانی که به خاطر یهودی بودن مورد آزار قرار میگیرند بود. بیشتر تجار یهودی انگلستان از جمله جاکوب بهرنز عضو آن بودند. این سازمان فعالیت‌های زیادی در زمینه گرفتن غرامت از آلمان به خاطر واقعه هولوکاست انجام داده است. این انجمن همکاری نزدیکی با اتحاد جهانی آلیانس در جلوگیری از یهودستیزی انجام داده است. 

## در ایران
در اواخر قرن ۱۹ این سازمان فعالیت‌های زیادی در ایران برای رفع قوانین تبعیض‌آمیز دینی داشته‌است. فشارهای این انجمن به همراه اتحاد جهانی آلیانس باعث شد که ناصرالدین شاه در سال ۱۸۷۳ میلادی اعلام کند که یهودیان با دیگر ایرانیان دارای حقوق برابر هستند و قوانین جزیه را لغو کند. 